# 江東区立第五砂町小学校
江東区立第五砂町小学校（こうとうくりつ だいごすなまちしょうがっこう）は、東京都江東区東砂8丁目にある公立小学校。

## 概要
1955年に第三砂町小学校校舎において開校。全校児童数735名（1年117名・2年122名・3年126名・4年98名・5年114名・6年138名・仲よし20名、2022年度）。

## 沿革
- 1955年（昭和30年）
  - 1月8日 - 第三砂町小学校内にて開校。開校時点の児童数775名、学級数15学級、職員数16名。
  - 1月31日 - 現在地に校舎竣工（普通教室18）。
  - 2月18日 - 校章制定。
  - 5月31日 - 開校式挙行。
- 1956年（昭和31年）1月31日 - 第一次校舎増築（4教室）。
- 1957年（昭和32年）1月14日 - 第二次校舎増築（6教室）。
- 1960年（昭和35年）
  - 8月11日 - プール落成式挙行。
  - 10月2日 - 校歌作成。
- 1963年（昭和38年）3月23日 - 国旗掲揚場建造。
- 1965年（昭和40年）5月25日 - 開校10周年及び体育館落成記念の両式典挙行。
- 1967年（昭和42年）
  - 3月31日 - 鉄筋校舎完成。
  - 4月1日 - 第五砂町幼稚園の併設園開園。
- 1968年（昭和43年）
  - 1月22日 - 移築校舎工事完了。
  - 4月22日 - 鉄筋校舎第二次工事竣工（普通教室6・用務室・校長室の改修含む）。
- 1971年（昭和46年）3月31日 - 鉄筋校舎第三次分9教室落成。
- 1972年（昭和47年）3月31日 - 鉄筋校舎第四次分9教室及び管理室落成。
- 1975年（昭和50年）6月5日 - 第五砂町幼稚園が独立。
- 1976年（昭和51年） - 校門、校庭、塀等の大改修完成。
- 1977年（昭和52年） - 第二東砂小学校を分離。本校から児童300名余転出。

## 通学区域
出典
- 東砂6丁目（1番～17番、18番10号～18番13号、19番、20番）
- 東砂7丁目（1番～10番）
- 東砂8丁目（全域）
- 新砂3丁目（3番17号～3番18号、4番3号）

## 進学先中学校
出典
- 江東区立第二砂町中学校

## 交通
- 東京メトロ東西線南砂町駅から、徒歩15分。
- 都営バス
  - 「亀21」系統で、本八幡バス停から、徒歩7分。
  - 「亀21」系統で、袖ヶ浦バス停から、徒歩10分。
  - 「錦22」系統で、清州名大橋西バス停から、徒歩7分。
    - ただし、「清州名大橋西」バス停に停車するのは、臨海車庫発錦糸町駅行の片方向のみ。逆方向は停車しない（通過扱い）。